# ماهانوی کریک

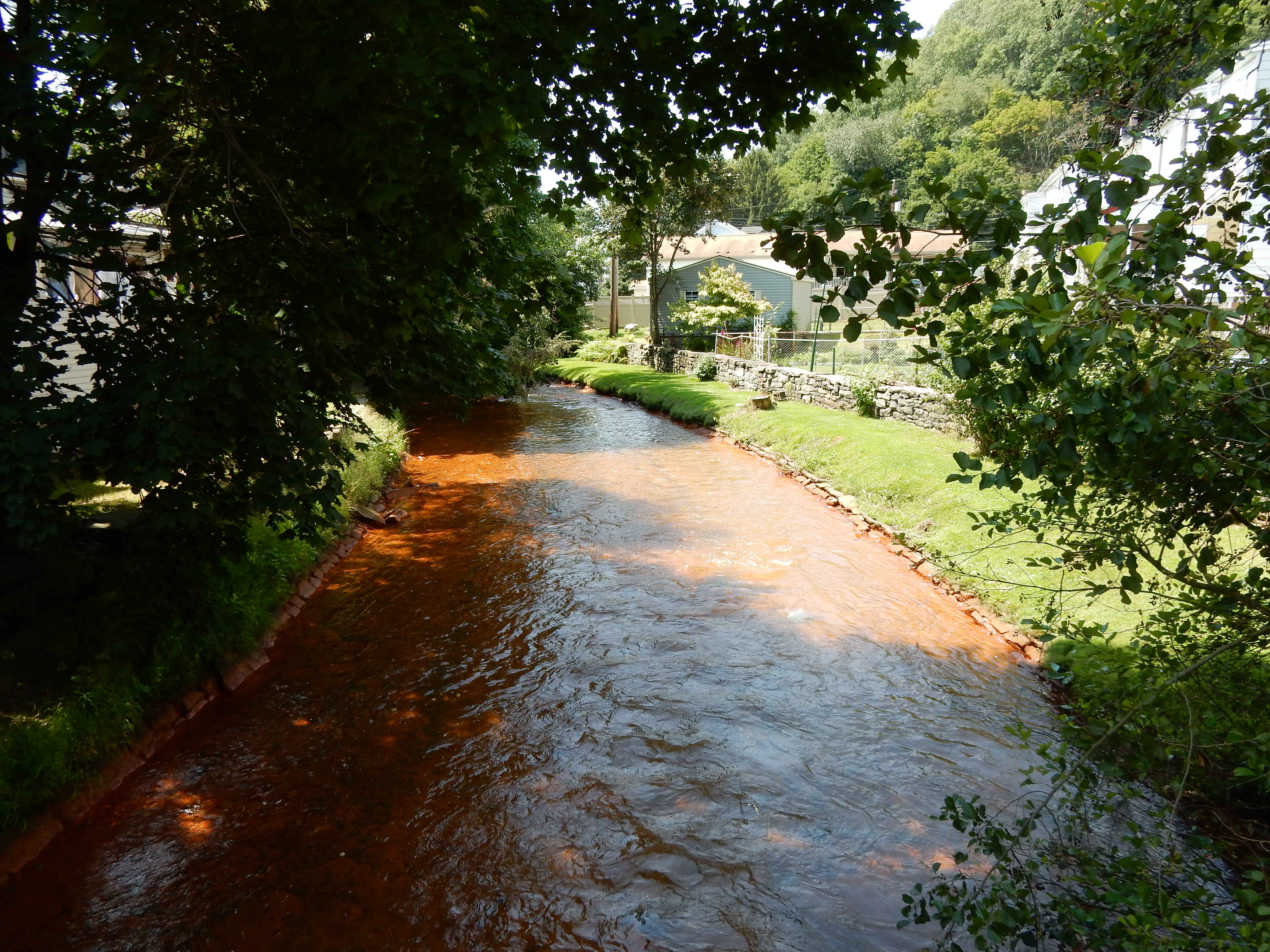
نهر ماهانوی در گیراردویل

رود ماهانوی کریک (به انگلیسی: Mahanoy Creek) با ۵۱٫۶ مایل (۸۳٫۰ کیلومتر) شاخه‌ای از رود ساسکوهنا در شهرستان‌های نورث‌آمبرلند و اسکولکل، از پنسیلوانیا است.

## آب‌شناسی
مقادیر زیادی آهن و آلومینیومِ محلول در آب‌های ماهانوی کریک وجود دارد. علاوه بر این، مقادیر کمی فلزات مختلف از جمله کبالت، نیکل، مس، روی و سرب، سولفات‌ها، منگنز و بریلیوم وجود دارد. آثار بسیاری از فلزات دیگر در آب‌ها وجود دارد، اما غلظت آنها مطابق با استانداردهای آب آشامیدنی است.